# Dubai Tennis Championships 2020
Il Dubai Tennis Championships 2020, conosciuto anche come Dubai Duty Free Tennis Championships 2020 per motivi pubblicitari, è stato un torneo di tennis giocato sul cemento, facente parte della categoria ATP Tour 500 nell'ambito dell'ATP Tour 2020 e della categoria WTA Premier nell'ambito del WTA Tour 2020. Sia il torneo maschile che femminile si sono disputati al The Aviation Club Tennis Centre di Dubai negli Emirati Arabi Uniti. Il torneo femminile si è giocato dal 15 al 22 febbraio mentre quello maschile dal 24 al 29 febbraio 2020.

## Partecipanti ATP

### Teste di serie
| Nazionalità | Giocatore             | Ranking* | Testa di serie |
| ----------- | --------------------- | -------- | -------------- |
| Serbia      | Novak Djokovic        | 1        | 1              |
| Grecia      | Stefanos Tsitsipas    | 6        | 2              |
| Francia     | Gaël Monfils          | 9        | 3              |
| Italia      | Fabio Fognini         | 11       | 4              |
| Spagna      | Roberto Bautista Agut | 12       | 5              |
| Russia      | Andrej Rublëv         | 14       | 6              |
| Russia      | Karen Chačanov        | 17       | 7              |
| Francia     | Benoît Paire          | 20       | 8              |

* Ranking al 17 febbraio 2020.

### Altri partecipanti
I seguenti giocatori hanno ricevuto una wild card per il tabellone principale:
- Prajnesh Gunneswaran
- Malek Jaziri
- Mohamed Safwat

Il seguente giocatore è entrato in tabellone tramite il ranking protetto:
- Lu Yen-hsun

I seguenti giocatori sono entrati nel tabellone principale passando dalle qualificazioni:

- Lloyd Harris
- Lorenzo Musetti
- Dennis Novak
- Yasutaka Uchiyama

### Ritiri
Prima del torneo
- Roger Federer → sostituito da  Yoshihito Nishioka
- Jo-Wilfried Tsonga → sostituito da  Ričardas Berankis

## Partecipanti ATP doppio

### Teste di serie
| Nazione     | Giocatore      | Nazione     | Giovatore     | Ranking* | Testa di serie |
| ----------- | -------------- | ----------- | ------------- | -------- | -------------- |
| Stati Uniti | Rajeev Ram     | Regno Unito | Joe Salisbury | 11       | 1              |
| Croazia     | Ivan Dodig     | Slovacchia  | Filip Polášek | 17       | 2              |
| Germania    | Kevin Krawietz | Germania    | Andreas Mies  | 25       | 3              |
| Paesi Bassi | Wesley Koolhof | Croazia     | Nikola Mektić | 38       | 4              |

* Ranking aggiornato al 17 febbraio 2020.

### Altri partecipanti
Le seguenti coppie hanno ricevuto una wildcard per il tabellone principale:
- Abdulrahman Al Janahi /  Fares Al Janahi
- Matthew Ebden /  Leander Paes

Le seguenti coppie sono passate dalle qualificazioni:
- Henri Kontinen /  Jan-Lennard Struff

## Partecipanti WTA

### Teste di serie
| Nazionalità | Giocatrice        | Ranking* | Testa di serie |
| ----------- | ----------------- | -------- | -------------- |
| Romania     | Simona Halep      | 2        | 1              |
| Rep. Ceca   | Karolína Plíšková | 3        | 2              |
| Ucraina     | Elina Svitolina   | 4        | 3              |
| Svizzera    | Belinda Bencic    | 5        | 4              |
| Stati Uniti | Sofia Kenin       | 7        | 5              |
| Paesi Bassi | Kiki Bertens      | 8        | 6              |
| Bielorussia | Aryna Sabalenka   | 13       | 7              |
| Croazia     | Petra Martić      | 15       | 8              |
| Spagna      | Garbiñe Muguruza  | 16       | 9              |

- Ranking al 10 febbraio 2020.

### Altre partecipanti
Le seguenti giocatrici hanno ricevuto una wild card per il tabellone principale:
- Kim Clijsters
- Ons Jabeur
- Elina Svitolina
- Garbiñe Muguruza

La seguente giocatrice è entrata in tabellone come special exempt:
- Elena Rybakina

Le seguenti giocatrici sono entrate nel tabellone principale passando dalle qualificazioni:

- Jennifer Brady
- Sorana Cîrstea
- Veronika Kudermetova
- Kristina Mladenovic
- Aliaksandra Sasnovich
- Kateřina Siniaková

La seguente giocatrice è entrata in tabellone come lucky loser:
- Hsieh Su-wei

### Ritiri
Prima del torneo
- Bianca Andreescu → sostituita da  Anastasia Pavlyuchenkova
- Ashleigh Barty → sostituita da  Wang Qiang
- Kiki Bertens → sostituita da  Hsieh Su-wei
- Madison Keys → sostituita da  Barbora Strýcová
- Johanna Konta → sostituita da  Anastasija Sevastova

## Punti
| Evento              | V   | F   | SF  | QF  | 2T | 1T   | Q    | Q3   | Q2   | Q1   |
| Singolare maschile  | 500 | 300 | 180 | 90  | 45 | 0    | 20   | N.D. | 10   | 0    |
| Doppio maschile     | 500 | 300 | 180 | 90  | 0  | N.D. | 45   | N.D. | 25   | 0    |
| Singolare femminile | 470 | 305 | 185 | 100 | 55 | 1    | 25   | 18   | 13   | 1    |
| Doppio femminile    | 470 | 305 | 185 | 100 | 55 | 1    | N.D. | N.D. | N.D. | N.D. |

## Montepremi
| Evento              | V        | F        | SF       | QF      | 2T      | 1T      | Q    | Q3     | Q2     | Q1     |
| Singolare maschile  | $565,705 | $284,485 | $143,880 | $76,025 | $38,835 | $21,525 | N.D. | N.D.   | $9,810 | $5,450 |
| Doppio maschile*    | $181,360 | $88,780  | $44,530  | $22,850 | $11,800 | N.D.    | N.D. | N.D.   | N.D.   | N.D.   |
| Singolare femminile | $696,860 | $372,200 | $198,830 | $50,100 | $26,840 | $17,055 | N.D. | $7,650 | $4,070 | $2,280 |
| Doppio femminile*   | $102,210 | $54,640  | $27,323  | $13,660 | $6,830  | $4,402  | N.D. | N.D.   | N.D.   | N.D.   |

*per squadra

## Campioni

### Singolare maschile
Novak Djokovic ha sconfitto in finale  Stefanos Tsitsipas con il punteggio di 6-3, 6-4.
- È il settantanovesimo titolo in carriera per Djokovic, il secondo della stagione.

### Singolare femminile
Simona Halep ha battuto in finale  Elena Rybakina con il punteggio di 3-6, 6-3, 7–6(5).
- È il ventesimo titolo in carriera per Halep, il primo della stagione.

### Doppio maschile
John Peers /  Michael Venus hanno sconfitto in finale  Raven Klaasen /  Oliver Marach con il punteggio di 6-3, 6-2.

### Doppio femminile
Hsieh Su-wei /  Barbora Strýcová hanno battuto in finale  Barbora Krejčíková /  Zheng Saisai con il punteggio di 7-5, 3-6, [10-5].